# エフエム石川
株式会社エフエム石川（エフエムいしかわ、英: FM ISHIKAWA BROADCASTING Co., Ltd.）は、石川県を放送対象地域とした超短波放送（FMラジオ放送）事業を行っている特定地上基幹放送事業者である。
愛称は金沢本社送信所の周波数である80.5MHzにちなみ「HELLO FIVE」（ハローファイブ）であるが自局以外ではほとんど使用されず、通称のFM石川が主に使用される。コールサインはJOHV-FM。JFN系列。当局含めたJFN系列38局はACジャパン（旧・公共広告機構）の正会員企業の一つである。

## 事業所等
本社・演奏所
- 石川県金沢市香林坊二丁目4番30号 香林坊ラモーダ5階（郵便番号920-8605）[1][2]
  - 2022年3月31日までは金沢市彦三町に本社を置いていた[1][2]。

まちなかスタジオ（サテライトスタジオ）
- 石川県金沢市香林坊二丁目4番30号 香林坊ラモーダ3階[2]
  - 金沢ケーブルの「まちなかスタジオ」をラジオかなざわ[8]とともに共同使用[2]。

東京支社
- 東京都千代田区麹町一丁目8番地 JFNセンター

かつて開設していた事業所・サテライトスタジオ
- 輪島事務所：石川県輪島市鳳至町上町86番地1 輪島蒔絵業組合「千寿蔵」内
- Studio 【ti:】（スタジオ・ティー）：石川県金沢市竪町（旧金沢パティオ向かい）

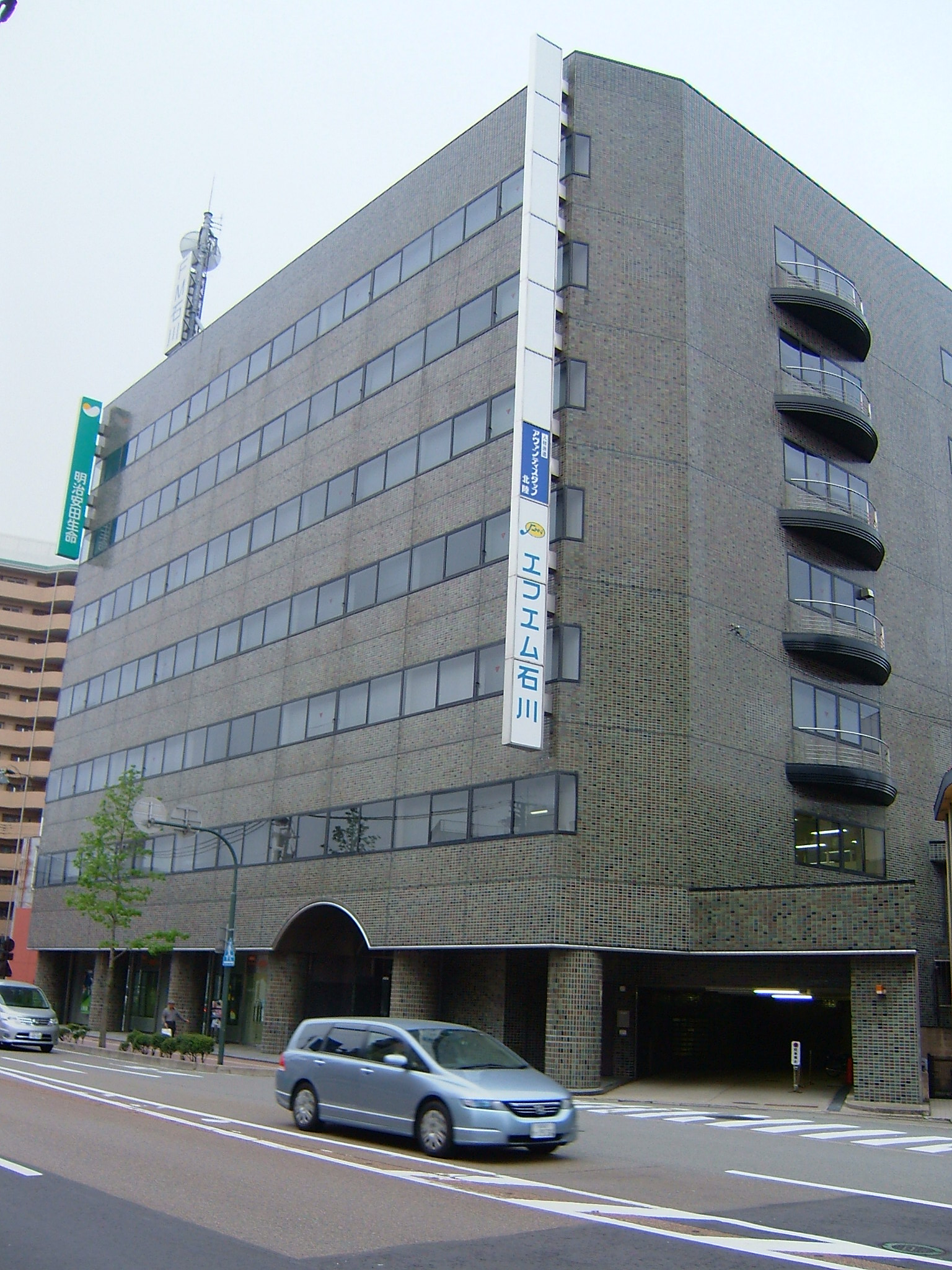
旧エフエム石川本社があった「むさしビル」（1階・2階）
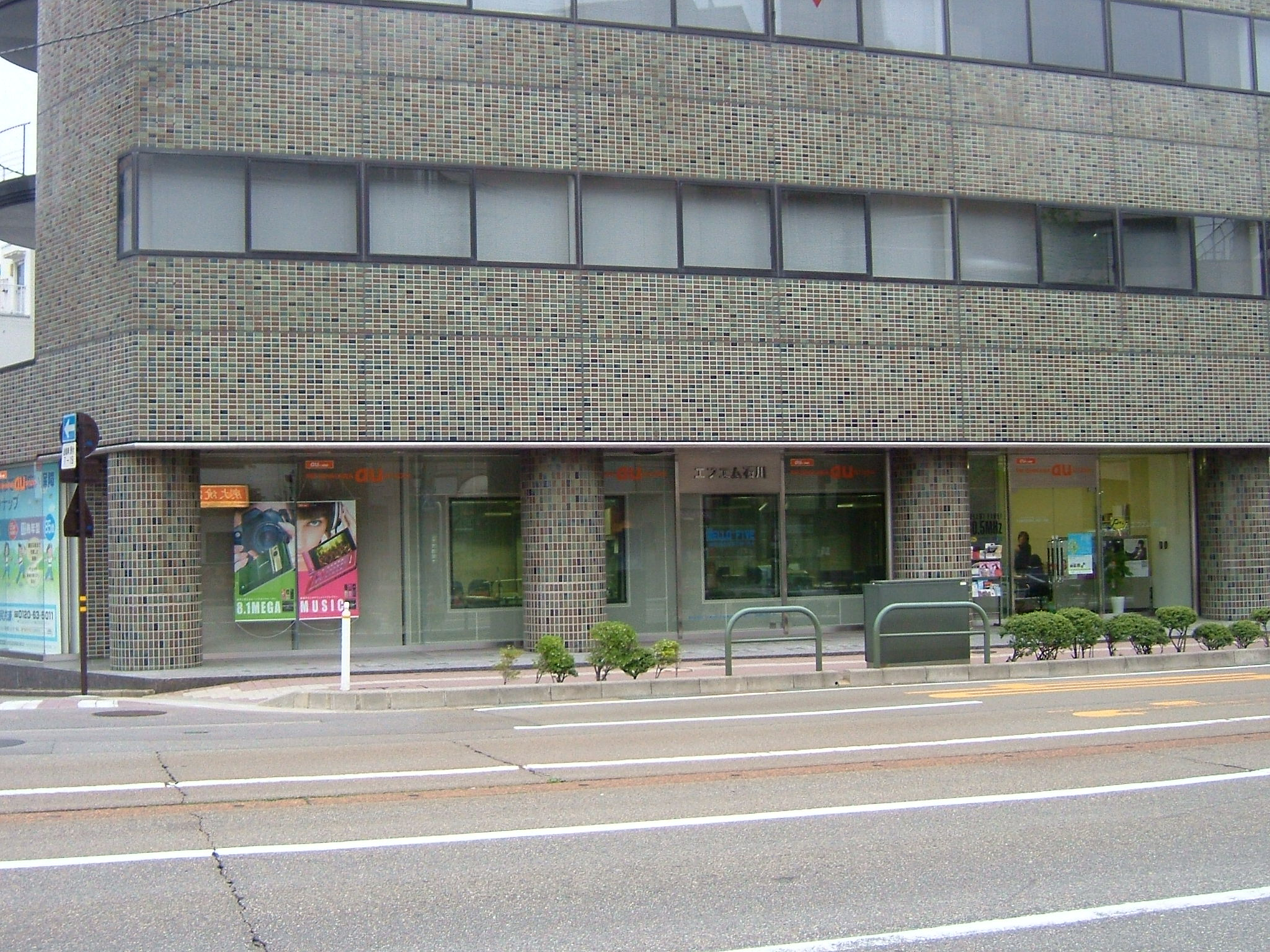
旧本社1階にあったオープンスタジオ
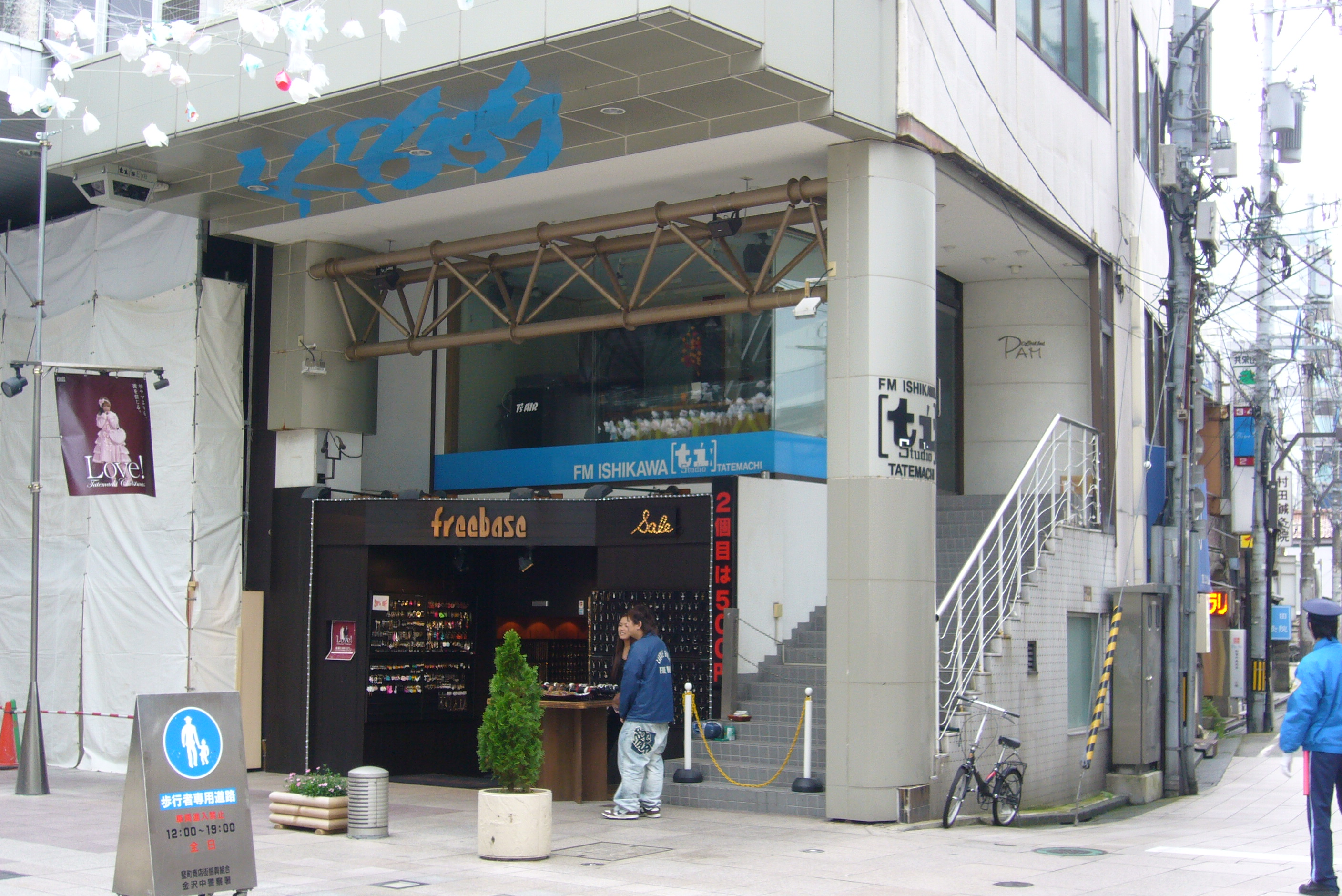
かつて開設していたサテライトスタジオ「Studio 【ti:】」

## 沿革
- 1980年（昭和55年）6月：電波監理審議会の答申に基づき、郵政省（当時、現在の総務省）は石川県・愛媛県・長崎県にFM放送の周波数割り当てを実施[9][10][11][12][13]。
- 1989年（平成元年）
  - 5月22日：一本化調整が完了（経緯は後述）。「株式会社エフエム石川」として郵政省北陸電気通信監理局（現在の総務省北陸総合通信局）に免許を申請[12]。
  - 8月1日：会社設立[3][13]。
- 1990年（平成2年）
  - 3月20日：サービス放送開始（最初の番組は7:00からの『デーズ・タッチ』[14]。また、この日より自社制作番組も放送開始）。
  - 4月1日：民放FM局として全国33番目に開局[13][15][16][17]。本放送最初のレギュラー番組は8:00からの『プレゼント牧村美枝子』[18]。
- 1995年（平成7年）4月1日：文字多重放送（見えるラジオ）開始。コールサインはJOHV-FCM。
- 1998年（平成10年）10月1日：STUDIO【ti：】オープン。
- 2005年（平成17年）：総務省よりマスメディア集中排除原則に関連して厳重注意処分を受ける（後述）。
- 2008年（平成20年）9月1日：緊急地震速報のサービス開始。
- 2009年（平成21年）3月31日：STUDIO【ti：】閉鎖。
- 2011年（平成23年）
  - 1月26日：LISMO WAVEによる配信を全国FM連合加盟各局と同時に開始。（2019年（令和元年）9月30日をもって終了）
  - 10月3日：インターネットIPサイマルラジオ「radiko」に参加、12:00より北陸放送とともに実用化試験配信を開始[19]。
- 2014年（平成26年）
  - 3月31日：文字多重放送廃止。
  - 4月1日：radikoの有料配信サービス「radikoプレミアム」を通じて日本全国への配信を開始。石川県の放送局では北陸放送とともにサービスの提供を開始した。
- 2021年（令和3年）12月7日：この日の取締役会で2022年（令和4年）4月1日より本社屋を移転し、2021年（令和3年）12月21日に開催される臨時株主総会、その後の取締役会で新社長に金沢ケーブル常務の越島靖子（元北國新聞社社員）が就任し現社長の平田信也が退任する人事を発表した。県域の民放FM局では初の女性社長となった[注 1][20]。
- 2022年（令和4年）4月1日：本社を金沢市彦三町二丁目から同市香林坊二丁目の香林坊ラモーダ5階に移転[1][2][21]。佐藤竹善（SING LIKE TALKING）がパーソナリティとなっている番組の公開収録など、新社屋からの放送を開始[2]。
- 2023年（令和5年）9月11日の臨時株主総会と取締役会で井野耕一（北陸メディアセンター社長）が代表取締役社長に就任することが決まった。

## 周波数・出力

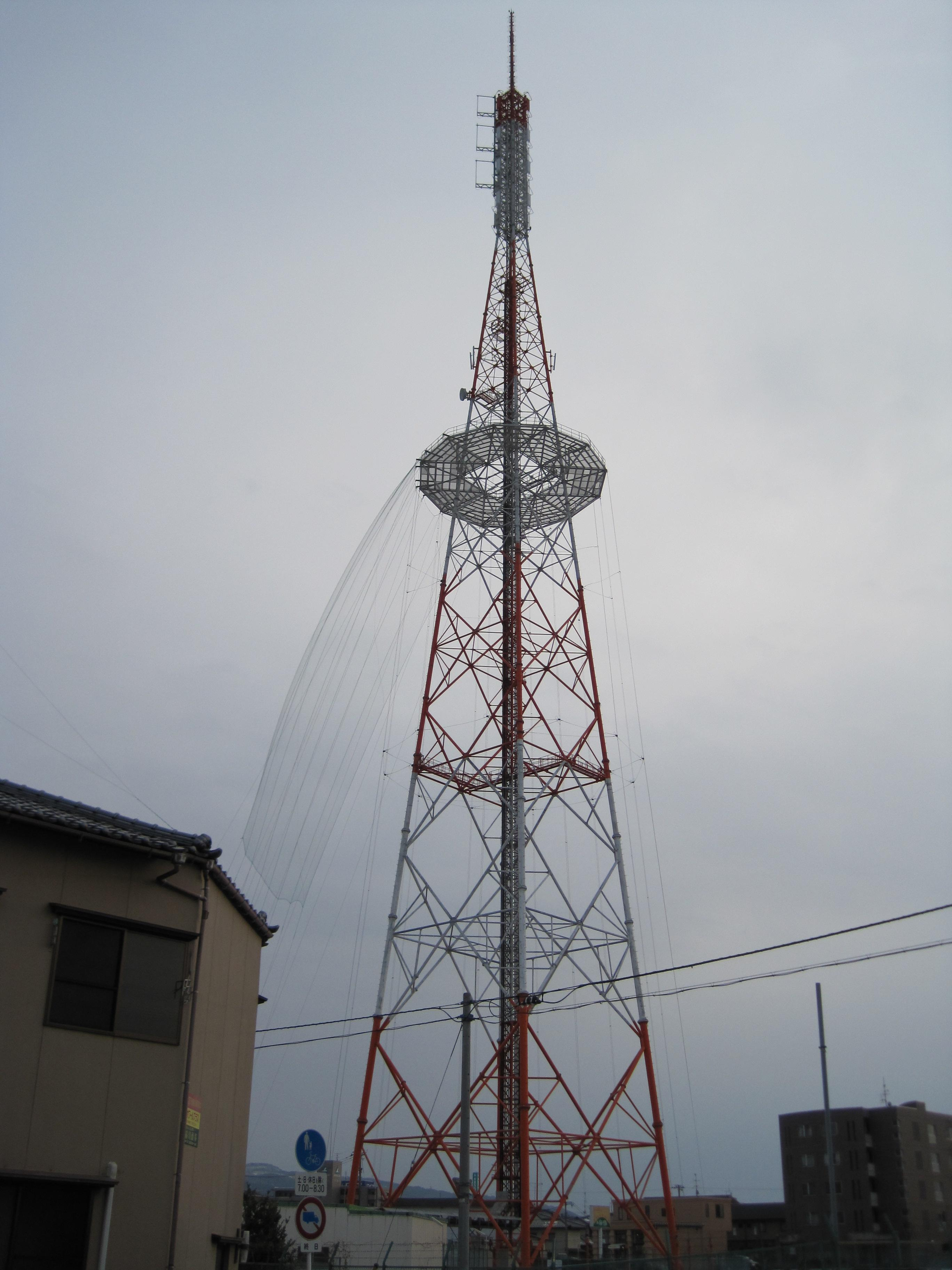
エフエム石川送信塔（北陸放送と共用）

| 親局   | 周波数  | 空中線電力 | 備考                                                 |
| ------ | ------- | ---------- | ---------------------------------------------------- |
| 金沢   | 80.5MHz | 1kW        | 北陸放送ラジオ送信鉄塔を共用                         |
| 中継局 | 周波数  | 空中線電力 | 備考                                                 |
| 羽咋   | 85.5MHz | 100W       | NHKテレビ・FMと局舎を共用し、 送信設備はNHK-FMと共用 |
| 七尾   | 78.4MHz | 100W       |                                                      |
| 輪島   | 89.9MHz | 100W       |                                                      |
| 珠洲   | 81.9MHz | 100W       |                                                      |

聴取可能な地域は、放送対象地域である石川県全域および富山・福井各県の一部（前者は小矢部市や高岡市、後者はあわら市や坂井市など）。国道8号のくりからトンネルおよび富山県小矢部市の小矢部バイパストンネル区間では再放送を行っている。

## 聴取について
| メディア       | 周波数       | 聴取可能地域                              | 備考 |
| -------------- | ------------ | ----------------------------------------- | --- |
| 地上波         | 上記参照     | 県内全域および 富山県、福井県の各一部地域 | 上記参照 |
| ケーブルテレビ | 事業者による | 県内各事業者の業務区域                    | 再放送事業者は以下のとおり。 - 金沢ケーブル - あさがおテレビ - 加賀ケーブル - ケーブルテレビななお - 能越ケーブルネット（羽咋・穴水・珠洲エリア） - 輪島市ケーブルテレビ |
| radiko         | radiko       | 石川県（無料） 日本全国（有料）           | スマートフォン・パソコンで実施。 |

## 資本構成
企業・団体の名称、個人の肩書は当時のもの。出典：

### 2015年3月31日 - 2016年3月31日
| 資本金 | 発行済株式総数 | 株主数 |
| ------ | -------------- | ------ |
| 8億円  | 16,000株       | 29     |

| 株主                         | 株式数  | 比率  |
| ---------------------------- | ------- | ----- |
| 北國新聞社                   | 1,600株 | 10.0% |
| 中日新聞社                   | 1,600株 | 10.0% |
| 石川テレビ放送               | 1,600株 | 10.0% |
| 学校法人金沢学院             | 1,600株 | 10.0% |
| ジャパンエフエムネットワーク | 1,280株 | 08.0% |
| ニッポン放送                 | 0,640株 | 04.0% |
| 日本経済新聞社               | 0,640株 | 04.0% |
| 日本郵便輸送                 | 0,640株 | 04.0% |
| ラジオかなざわ               | 0,560株 | 03.5% |
| 石川県                       | 0,480株 | 03.0% |
| ラジオこまつ                 | 0,480株 | 03.0% |
| ラジオななお                 | 0,480株 | 03.0% |
| 西日本電信電話               | 0,480株 | 03.0% |
| 北陸電力                     | 0,480株 | 03.0% |
| 北國銀行                     | 0,480株 | 03.0% |
| 北陸放送                     | 0,480株 | 03.0% |
| ホクショー                   | 0,480株 | 03.0% |

## 番組編成における特徴
開局当初から様々なアーティストが番組（5分間のミニ番組も含む）を担当し、個性的な編成に特徴があったが、近年の自社制作番組は減少傾向にある。全般的にジャパンエフエムネットワーク（JFNC）からのネット番組（ミニ番組も含む）が多くなっている。
自社制作番組の比率は、北陸地方のラジオ局では最も少ない。番組改編期以外の時期に打ち切りや放送時間を変更するケースも少なくない。
JFNCのネット番組では、洋楽（ロックなど）系の番組が多い反面、ハガキ職人が活躍するいわゆる「ネタ番組」はネットされない傾向が強い。また、『有吉弘行のSUNDAY NIGHT DREAMER』など下ネタの内容が多いとされる番組は、ネット途中でも打ち切る場合がある。
自社制作番組では、開局当初から演歌・歌謡曲・女性アイドル歌手（松田聖子・河合奈保子・中森明菜・菊池桃子・南野陽子・中山美穂・岡田有希子・工藤静香・浅香唯など）・ニューミュージック（山下達郎・竹内まりや・松山千春・大貫妙子など）・アイドルグループ（SMAP・嵐などジャニーズ事務所所属・AKB48など秋元康プロデュース・ももいろクローバーZ・モーニング娘。などハロー!プロジェクト・BiSHなど）・エイベックスに所属するアーティスト（小室哲哉プロデュース・安室奈美恵・華原朋美・DA PUMP・SPEED・浜崎あゆみなど）・ビーイング系アーティスト（B'z・ZARD・WANDS・T-BOLAN・倉木麻衣・小松未歩など）・韓流アーティスト・女性歌手（谷村有美・西脇唯・熊木杏里・土岐麻子など）・歌手兼俳優（織田裕二・反町隆史・菅田将暉など）・歌手兼女優（今井美樹・薬師丸ひろ子・斉藤由貴・ともさかりえ・松たか子・広末涼子・松下奈緒・上白石萌音など）・Official髭男dism・星野源・いきものがかり・緑黄色社会・宇多田ヒカル・あいみょん・Perfumeなどの楽曲は放送しない方針を取っている。その一方で原田知世の楽曲（『ロマンス』など）は1990年代後半から放送されている。2023年には小泉今日子の『木枯しに抱かれて』を自社制作番組で放送した。チャートはオリコンチャートのヒット曲よりもラジオベースの自社の推薦曲が上位に選ばれることが多かった。チャートは2018年9月で廃止となった。近年はハロー！プロジェクトに県出身者がいることやほくりくアイドル部が北陸を拠点に活動しているため、それらは例外として放送している。

### 2009年4月の大規模改編
2009年4月の番組改編では長年続いた自社制作番組を終了させるなど大規模に行われた。以下は具体例。
- 自社制作番組の大幅な見直し - 『Daily Navi』（2008年4月1日 - 2009年3月31日）、『T's AIR』（1998年10月1日 - 2009年3月31日）、『Ken Rock Station』（1990年3月20日 - 2009年3月31日）の3つの自社制作番組が終了。月曜から木曜は自社枠6時間程度の放送時間に変更。
- 土曜および日曜におけるローカル枠の廃止および自社制作のニュース廃止 - 『SATURDAY ON THE WAY』のローカル枠放送を廃止の他に『北國新聞ニュース』などのローカルニュース・天気予報枠を全面廃止、同様にFMとやまや北國新聞系列のコミュニティ放送局でも土曜・日曜のローカルニュースを2009年4月に廃止した。

### 2018年の改編
2018年4月に、月曜日から金曜日の午後のローカルワイド番組が25分間短縮。月曜日から木曜日の15時台と金曜日の16時台にJFNCの25分番組をネットする編成が実施された。同年9月には、開局以来続けられてきた昼の帯番組が終了。28年間続いた自社番組の歴史に幕を下ろした。10月からは新規にJFNCの『Seasoning -season your life with music-』のネットを開始、放送のない金曜日は自社製作の新番組を開始。前述の25分番組は『川谷絵音の約30分我慢してくれませんか』などわずか6か月で打ち切りとなった番組もあった。
2023年時点で、自社制作の生ワイド番組は月曜‐木曜の『Sunset Express MOVE』と金曜の『Flyin' Pop』のみでいずれも2時間30分以内の番組となっている。

## 主な番組
2024年5月時点。現在の番組の詳細は、公式サイトのプログラムまたはタイムテーブルを参照。

### 自社制作番組
随時
- HELLO FIVE MUSIC PICKUP（ヘビーローテーション）
- HELLO FIVE MUSIC NEXUS（ミニ番組）

両者ともステーションブレイクの手段として活用されている。
月曜 - 金曜
- FM石川ニュース（詳細は当該項目参照。自社放送は月曜から金曜のみ）
- YES 県民共済（月曜日 9:55 - 10:00）
- Sunset Express MOVE（月曜日 - 木曜日 16:30 - 19:00）
- クロダハウス presents しあわせ物語[28]（金曜日 8:30 - 8:52、『THE G.O.A.T. 』内）[29]
- Flyin' Pop（金曜日 13:30 - 15:55）
- Students Jam R（金曜日 17:00 - 17:40）
- 宮崎由加とOCHA NORMA 中山夏月姫のPinky Friday GOLD[30]（金曜日 18:00 - 18:30）

土曜・日曜
- 山本美鈴のHAPPY SMILE（土曜日 9:25 - 9:30）
- おもしろ石川倶楽部（土曜日 9:55 - 10:00）
- OEK presents 広上淳一の いーじークラシック（土曜日 11:30 - 11:45）
- ほくりくアイドル部 放課後ホリデイ muspop RADIO♪（土曜日 18:00 - 18:30）

2018年10月から2019年3月までは金曜日 18:00 - 18:55に『ほくりくアイドル部 放課後 muspo RADIO』として放送。
- H!GH-KEY ELAST!C G!RLS powered by FAIR NEXT INNOVATION（土曜日 21:00 - 21:55）
- 素敵にモーニング[31]（日曜日 9:55 - 10:00、石川県広報番組）
- 北陸電力 presents CHIKOの”こたかな”（日曜日 12:55 - 13:00）
- ジェリービーンズ・ポット（日曜日 13:55 - 14:00）
- PEOPLE & CITY I LOVE KANAZAWA[32]（日曜日 18:30 - 18:55、金沢市広報番組）

特別番組
- ミッドサマーファンタジー（8月の第1土曜日 20:00 - 21:30）

北國大花火川北大会の中継番組。

### その他の番組
北陸地方で唯一エフエム石川で放送されているネット番組
- 中電シーティーアイ Welcome Generation（土曜日 20:00 - 20:30、FM AICHI）

番組改編期ではない2022年11月5日よりネットを開始。前週まで放送された『AI Not So Different』は、この番組のネットに伴い打ち切りとなっている。

## 終了した番組

### 自社制作番組
朝の時間帯は、開局当初からワイド番組の設定はしておらず、JFNCからのネットを受けながら一部差し換え。
昼枠
- Just in Life（月曜 - 金曜 11:30 - 11:55、末期は金曜のみ11:30 - 12:55）
- URBAN HELLO FIVE（月曜 - 木曜 12:00 - 15:50、1990年3月20日 - 2004年3月31日）
  - サービス放送時から開始。
- Natty Times（月曜 - 木曜 12:00 - 15:50、2004年4月 - 2008年3月）
- Daily navi（月曜 - 木曜 12:00 - 15:50、2008年4月 - 2009年3月）
- Afternoon Cruise（月曜 - 木曜 13:30 - 16:49、2009年4月 - 2013年3月）
- Wanna hapiness!!（月曜 - 木曜 13:30 - 15:50、2013年4月 - 2014年3月31日）
- Ciao!-style up your life-（月曜 - 木曜 13:30 - 15:25、2014年4月 - 2018年9月）
  - この番組の終了に伴い、開局以来続いてきた昼のワイド番組は終了となった。

夕方枠
- KONA WINDS 80.5FM（金曜 16:00 - 16:55）
- T's AIR（月曜 - 木曜 16:00 - 17:55、1998年10月 - 2009年3月）
- Ken Rock Station（月曜 - 木曜 18:00 - 19:55、1990年3月20日 - 2009年3月31日）
- Blue Stage Music Pick Up（17:45頃）
  - 2012年5月をもってスポンサー降板により終了。
- Do it!（月曜 - 木曜 17:00 - 18:55、2009年4月 - 2013年3月）
- 西金沢少女団の西プリ Radio（水曜 18:35 - 18:45、『Sunset Express MOVE』内）[35]

金曜日
- Weekend Search（金曜 12:00 - 15:50、1999年4月  - 2002年3月）
- Pump Up Radio!（金曜 13:00 - 16:55　2002年4月 - 2004年3月）
- Weekend Square（金曜 13:00 - 15:50、2004年4月 - 2008年3月）
- Dream Friday FROM K!（金曜 13:30 - 16:55、 - 2012年9月）
- Wanna happiness!!（金曜 13:30 - 16:49、2012年10月  -2013年3月）
- Wanna hapiness!!-champagne Line-（金曜 13:30 - 16:50、2013年4月 - 2014年3月）
- Wanna happiness!! -kiss,hug,kisses-（金曜 13:30 - 16:25、2014年4月 - 2018年9月）
- KEN ROCK HOT 50（金曜 18:00 - 20:55）
- FROM K! -FRIDAY EVENING PRESS-（金曜 16:00 - 17:55、2005年4月 - 2008年3月）
- Super Friday FROM K!（金曜 11:30 - 17:55、2008年4月 - 2010年3月）
  - エフエム石川では最長の放送時間の番組。
- Dream Friday FROM K!（金曜 13:30 - 17:00、2010年4月 - 2012年9月）
- カマサミ・コング SHOW（金曜 16:00 - 16:55、2010年4月 - 9月）
- Break A Go! Go!（金曜 17:00 - 17:30）
- KANAZAWA HOT 100（金曜 18:00 - 18:55、 - 2013年3月）
- Go! Famous!!（木曜 18:00 - 18:55、2013年4月 - 2014年3月）
- STUDENTS JAM（金曜 18:00 - 18:55、 - 2016年7月）
  - この番組の終了後、北陸地方のラジオ局では唯一金曜の18時以降に自社番組を放送しないことになった。
- 安田奈央のNao★Now!!（金曜 17:55 - 18:00）

土曜日
- GOLD STAR presents 濱田のり子 FREE TIME（土曜 9:15 - 9:25）濱田のり子
- コークサウンド・シャッフル（土曜 18:00 - 18:30）
  - 開局時は井上あずみがパーソナリティを務めた。
- LADY L（土曜 18:30 - 18:55）
- アドレナリン・レディオ（土曜 19:00 - 20:55）
- Pure Collection（土曜 11:30 - 11:55→土曜 18:00 - 18:25）
- Dream Climber 〜夢を追い続けて〜（土曜 9:00 - 9:15、再放送・日曜 24:00 - 24:15）松岡理恵
  - 2013年8月までは濱田と鷲巣あやの・富樫あずさが3週おきに出演。
- ウッドスタイル・カフェ（土曜 11:30 - 11:55）南早苗
- Weekend Wave〜わじまっぷ〜（土曜 11:00 - 11:30）浅野美寿々★

日曜日
- 三枝成彰「クラシックは怖くない」（日曜 9:30 - 9:55）三枝成彰

その他
- 読売新聞タウン情報
- 経済ニュース
- Music Factory
- Music Air Play M・A・P
- ALP MORNING PLUS（月曜 - 金曜 8:20 - 8:25） - 2011年10月より北陸放送に移動。
- ゆいまーる沖縄（月曜 - 金曜 16:55 - 17:00、FM沖縄との共同制作）
- Do you love you?（水曜 21:00 - 21:55）
- ガスから始まるSTORY（木曜 10:55 - 11:00）広田優香子
- MUSIC UP NEXT（木曜 19:00 - 19:55）中島嘉昭
- 今・おも・ラジオ〜石川のラジオは今も面白い〜（2010年12月18日、NHK金沢放送局・北陸放送との共同制作番組）
  - この番組の放送以降、特に北陸放送とエフエム石川の共同制作番組や共同企画を放送するケースが一切行われていない。
- 金沢花紀行（2015年3月22日、19:00 - 19:55[36][37][注 9]）
  - TOKYO FMとの共同制作番組で、エフエム石川開局25周年記念と北陸新幹線開業記念番組として放送。
- 金沢大学 Radio Campus[38]（日曜 15:55 - 16:00、2012年8月5日 - 2019年3月31日）

### ネット番組
北陸地方においてエフエム石川のみで放送された番組
- Kampo アーバン・ウィークエンド
- C1000 presents yuumiのLOVELY DAY

## アナウンサー・パーソナリティ

### 現在
2023年時点。パーソナリティ数は北陸地方の県域ラジオ局で最も少ない。また、エフエム石川ではアナウンサー職在籍者の呼称をパーソナリティとしている。
アナウンサー
| 名前     | 読み仮名        | 入社年 | 主な担当番組など（2023年時点）                                                                                       |
| -------- | --------------- | ------ | --- |
| 木村雅幸 | きむら まさゆき | 1990年 | Sunset Express MOVE FM石川ニュース ウェザーインフォメーション Yes!県民共済 素敵にモーニング ジェリービーンズ・ポット |

パーソナリティなど
- 南早苗 - Flyin' Pop
- 松岡理恵（2008年 - 2018年3月の間はアナウンサーとして在籍）[40][41] - クロダハウス presents しあわせ物語
- ほくりくアイドル部 - ほくりくアイドル部 放課後ホリデイ muspop RADIO♪
- 宮崎由加 - 宮崎由加のPinky Friday
- 富優香子 - PEOPLE & CITY I ♡ KANAZAWA、FM石川ニュース
- 村口恭子 - ハローファイブ健康手帳、FM石川ニュース
- 吉道さゆり - コミュニティガイド
- 田島悠紀子 - さくらストリート（FMとやまの番組内のコーナーをエフエム石川向けに放送）

### 過去
アナウンサー
- 安藤まり子（元東海ラジオ放送、フリーを経て開局に伴い入社。退社後はエフエム愛知の番組を担当）
- 広部倫世（開局当初のアナウンサー）
- 岩田弘之（瀬戸内海放送から移籍、現在は東京でフリーアナウンサー）
- 新井恵利
- 斎藤友美子（現・宮本ゆみ子）（退社後はK-MIX、エフエム群馬、ZIP-FM、FM PORTなどの番組を担当。ライターとしても活動）
- 成田知栄子（MUSIC UP NEXT 初代DJ 1996年3月まで、退社後テレビ朝日『ワイド!スクランブル』初代リポーター、『スーパーモーニング』のリポーターを経てオーストラリアのFM局でDJ。現在、フリーライター　中国・上海在住）
- 長谷川いずみ（同姓同名のAV女優とは別人）
- 藤田みさ[42][43]
- 渡辺真紀子
- 須賀千奈美（現エス・オー・プロモーション所属）
- 祝迫くみ子
- 森下さち
- 斉藤光子
- 池田めぐみ（2008年3月まで、フリーを経てさいたま市議会議員）[44]
- 庄子久子（2008年3月まで、現在はフリーで宮城県を中心に活動）
- 丸山慶子（2008年4月 - 2011年3月）
- 辰巳祥子（2011年4月 - 2013年3月、現オフィスキイワード所属）
- 三浦ちあき（2013年4月から2014年3月まで、元北日本放送アナウンサーで現在は和歌山放送でリポーターとして活動）

パーソナリティ
- 伊藤銀次
- 井上あずみ
- カマサミ・コング
- 辛島美登里
- 小西敦子
- 沼澤尚
- 藤重亜美
- 村口恭子
- 立川直樹
- 井上浩二
- 三枝成彰
- 濱田のり子
- 浅野美寿々（現ラジオかなざわパーソナリティ）
- 中島嘉昭（元えふえむ・エヌ・ワンパーソナリティ）
- 中井ヤスフミ
- 安田奈央
- 平山貴人
- 前田明日香
- 的場絢香
- 加藤裕
- 田井絵里子
- オモテカホ（西金沢少女団）[35]

## ローカルニュースについて
北國新聞社・中日新聞社が出資していることから、ローカルニュースは『北國新聞ニュース』と『北陸中日新聞ニュース』の2本が『FM石川ニュース』として放送されていた（各新聞ニュースの放送時間は月毎に午前、午後と入れ替わっている）。
中日新聞社と石川テレビ放送が株式を北國新聞社に譲渡したため、2024年（令和6年）6月28日で『北陸中日新聞ニュース』は終了となった。
通常ローカルニュースを優先するため、世間の関心が高い全国ニュースは後回しにされることが大半であった（例としてはライブドア事件や村上ファンドに関連した事例）。
なお、2008年7月より原則全国ニュースをトップニュースにする形態に変更した。
『JFNニュース』はこれまで月曜から金曜はまったく放送されていなかったが、2009年4月より深夜0:55からの時間帯のみ放送されている。また、土曜・日曜に関しては2009年4月4日放送分よりすべて『JFNニュース』となる（いずれもタイトルのみ差し替え、BGMも入れて放送する）。

## 開局までの経緯
1970年代の後半に、当時の郵政省は北海道・宮城・静岡・広島の各地域に当初割り当てられていたFM放送のチャンネルプランを修正し、1979年（昭和54年）5月16日（電波監理審議会による郵政大臣への答申日）、愛媛・長崎の各地域とともに石川県にFM放送用周波数が割り当てられた（答申に基づく割り当ては翌年の6月）。県域FM局には25社が申請したものの一本化調整が難航した。また、1986年（昭和61年）に割り当てされた3局目の民放テレビ局（現在のテレビ金沢）の調整にも難航したほかに、長年石川県のマスメディアにおいて対立関係にある北國新聞と北陸中日新聞（中日新聞社北陸本社）との主導権争いも影響して、一本化調整が完了するまでには約9年かかることになった。なお、富山・福井両県は1982年（昭和57年）に割り当てがあったが、いずれも数年以内に一本化調整が完了している。
そのため、エフエム石川開局の1990年4月1日まで、石川県ではFM福井、FMとやまなどを聴取するリスナーが多かった。開局後も聴取できなくなったわけではないためエフエム石川がネットしない番組あるいはエフエム石川で流れない楽曲を聴くため等の選択肢として使い分けられている。逆に富山・福井両県でも同じことが言える。

### 北國新聞と北陸中日新聞
長年、対立関係にある北國新聞と北陸中日新聞は新聞販売の面だけでなく、イベントの主催や放送局の設立にまで確執があるとされている。放送局においては、このエフエム石川では互いにニュースの配信を受けるだけでなく、両新聞のイベントに関わりを持っていることが多い。また、両新聞のコマーシャルや両新聞のカルチャーセンターの宣伝も多く放送されている。
エフエム石川は、北國新聞社のホームページには北國新聞グループの友好法人として掲載されている。また、中日新聞社も北國新聞社と同比率で出資（2011年4月時点での出資は両社とも10.0%）しており、北國新聞系列の学校法人金沢学院、中日新聞社系列の石川テレビ放送とともに筆頭株主となっている。
これまで北國新聞系列ではテレビ金沢の番組宣伝や『24時間テレビ』の開催告知を行う反面、北陸中日新聞系列では石川テレビの新作ドラマ（『月9ドラマ』や『木曜劇場』など）が開始になる場合は編成担当者が出演して宣伝していた。なお、最近は両局とも表立った宣伝は行わず、北陸放送（ラジオ部門では競合関係にある）の番組宣伝が不定期に放送されていた（2017年10月期を最後に取り止め）。

## CMについて
番組宣伝やイベント告知がCMの大半を占めており、番組提供が付かない場合が大半である。自社主催のイベントや他局との共同主催のライブやコンサートの告知は比較的多く、番組宣伝（原則としてTOKYO FMの番組、JFNCの番組については放送時間が決まっている番組や特別番組は一切放送されない）・公共広告（日中は日本赤十字社・日本民間放送連盟など、22:00 以降はACジャパン・BPOなどが放送される）および「HELLO FIVE MUSIC PICK UP」が多く放送されている。特に後者においては、平日の夕方の一部を除きこれしか放送されないことが多い。
隣県のFMとやまやFM福井と比較するとCMの出稿量は少ないだけでなく、えふえむ・エヌ・ワンやFMかほくなどの石川県内のコミュニティ放送局よりもCM出稿量は下回っている。番組提供する企業が当局から撤退して北陸放送に移行するケースも少なくない。
かつて不定期で同業他社である北陸放送のラジオが同局のテレビの番組宣伝を放送することがある。以前は16時前にフリーアナウンサーが読み上げるものが放送されていたが、2012年4月以降はTBSの連続ドラマ（金曜ドラマ・日曜劇場・木曜ドラマ9→木曜ドラマ劇場）が開始されるときに限り、同局のアナウンサーがナレーションするものが放送されていたものの、2018年からはこのようなCMは放送されていない。

## マスメディア集中排除原則違反事例
2005年3月、総務省はエフエム石川が放送法第7条第2項第4号に基づく総務省令（放送局の開設の根本的基準第9条、いわゆる「マスメディア集中排除原則」）に定める出資制限の上限に違反するとして公表し、エフエム石川は総務省情報通信政策局長名で厳重注意処分を受けた（同様の事例において、北陸地方の放送局では他に石川テレビ放送、エフエムとなみも厳重注意処分を受けている）。違反事例は次の通り。
- 中日新聞社および北國新聞社：出資上限10パーセントに対して、それぞれ7.00パーセントの超過。

## インターネット配信
2011年10月3日にインターネットIPサイマルラジオ「radiko」に参加、実用化試験配信が同日12時から北陸地方のFMラジオ局としては初めて実施された。石川県では北陸放送も同日に実用化試験配信を行っており、翌年4月2日に本配信を開始している。「radiko」による配信対象地域は当初は石川県のみだったが、2014年4月1日より「radiko.jpプレミアム」が開始されたため全国で聴取可能になった（一部番組を除く）。
なお、北陸地方においては2016年4月までにエフエムいみず・福井街角放送を除くすべてのFM局（コミュニティFMを含む）でインターネットラジオでのサイマル放送を実施している。

## その他
放送局名の表記は新聞によってバラつきがあり、北國新聞・富山新聞・日本経済新聞・スポーツ報知では「エフエム石川」であるが、その他は「FM石川」（資本関係のある中日新聞社の発行紙北陸中日新聞や中日スポーツなどでも同様）。また、愛称である「HELLO FIVE」は自局では使用されているが、石川県外ではほとんど使用されない。
前述のとおりインターネット配信「radiko」は、北陸地方では最初に開始されたが、ポッドキャスト配信は現在に至るまで実施されていない（近隣のFMとやまやFM福井は既に実施）。また、ブログやtwitter（2011年4月より開始）の開始が近隣放送局より出遅れたり、ウェブサイトを開設していない番組があるなどネット活用が生かされていないところが多い。近年は、自社番組であっても番組ウェブサイトを自社で制作せず、スポンサー企業がウェブサイトを開設するケースがある。
主な受賞歴に『浅川マキ 没後10年・メモリアル・プログラム"LONG GOOD-BYE"』で2020年日本民間放送連盟賞ラジオエンターテイメント番組優秀賞を受賞した。
番組表掲載紙
- 石川県・富山県
  - 掲載：北國新聞・富山新聞、北陸中日新聞、全国紙各紙[注 11]、中日スポーツ、スポーツ報知
  - 非掲載：北日本新聞、中日スポーツ・スポーツ報知以外のスポーツ紙
- 福井県
  - 掲載：日刊県民福井、中日新聞、全国紙各紙（読売新聞を除く）
  - 非掲載：福井新聞、読売新聞、スポーツ紙各紙